# Diabolical Masquerade
Diabolical Masquerade fue un proyecto musical de Dan Swanö y Anders Nyström. Todas las letras eran escritas y tocadas por Blakkheim (Anders Nyström), guitarrista de Katatonia, quien formó esta banda porque quería poder componer música más extrema, mientras en Katatonia podía explorar los ritmos más suaves. El estilo de la banda se inclina a lo heavy con unos ritmos avant-garde y black metal melódico, con algunas influencias de death metal y thrash metal. Blakkheim quiso experimentar más con la estructura, el tema y la composición de las canciones. Esto es más denotativo en un proyecto anterior a Diabolical Masquerade llamado "Death's Design". Este álbum se utilizó como la banda sonora de una película sueca de horror, que nunca llegó a existir con 61 pistas 20 movimientos. Mientras que Death's Design es un álbum más extremo que cualquier álbum lanzado por Katatonia, también incluye varios géneros, experimentando con rock progresivo, progressive metal, música ambiental, música clásica, y rítmica.
Blakkheim trabajó en el proyecto junto con Dan Swanö. A principios de septiembre de 2004, fue anunciado que Blakkheim había parado el proyecto mientras encontraba la inspiración para su quinto álbum.

## Miembros
- Blakkheim - Todos los instrumentos
- Dan Swanö - Productor, batería (en Nightwork), contribuyó con varios solos de guitarra y heavy metal voices in Ravendusk in My Heart

## Discografía
- Ravendusk in my Heart (1996)
- The Phantom Lodge(1997)
- Nightwork(1998)
- Death's Design (2001)